# هربرت لويس (عسكري)
هربرت لويس (بالإنجليزية: Herbert Louis)‏ هو عسكري أمريكي، ولد في 22 أبريل 1928 في إيفانستون في الولايات المتحدة، وتوفي في 16 فبراير 2016 في براديس فالي في الولايات المتحدة.